# I. Lubarna
I. Lubarna (Ilu-bar-ni) az Alalah–Ugariti Királyság első ismert királya. Nem tudni, hogy a királyság megalapítója-e, vagy valakit követett a territórium trónján. Az 12–11. századot Szíriában „sötét kornak” nevezik a történészek, mivel a térség minden diplomáciai kapcsolata megszakadt a tengeri népek, majd az arameusok vándorlásának idején, ezért ez a két évszázad erősen forráshiányos.
Lubarna már a névből adódóan is nyilvánvalóan a hettita hagyományokra építkező személy volt. A név csak asszír forrásból ismert, ezért nem kizárható, hogy valójában Labarnasz volt a neve. Ez pedig egyértelműen utal Labarnaszra és a Hettita Birodalomra.
A szíriai homály az i. e. 10. században kezd oszladozni, bár ekkor sem a korábbi élénk diplomáciai levelezéshez hasonló okból, hanem az asszírok nyugati és délnyugati hadjáratai, az asszír évkönyvek kapcsán. Az asszír királyok előszeretettel sorolták fel az általuk legyőzött népeket. Hattina első említésére azonban még várni kell az asszír forrásokban is. Először II. Assur-nászir-apli i. e. 877-es hadjáratának leírásában fordul elő. Ekkor Hazazu (tidūku ša URUḪazazi) és Urime meghódítása után fordult PA-at-ti-na felé, és „Lubarna, Pattina urának erődített városa” lerombolásáról van szó. Ez az erődítmény – mint a továbbiakból kiderül – Kinalua városa.

„Én Kunulua felé közeledtem a hattinai Lubarna királyi rezidenciájához. Rettenetes fegyvereimtől és vad hadamtól félve megölelte lábamat, hogy mentse életét. Húsz ezüst talentumot és ugyanennyi arany talentumot, 100 talentum ónt, 100 talentum vasat, 1000 szarvasmarhát, 10 000 juhot, 1000 színes vászonruhát, könnyű székeket puszpáng betétekkel, puszpáng ágyakat, betéttel ellátott ágyakat, elefántcsont berakásos asztalokat, saját királyi puszpángbútorait kaptam tőle. Én megbocsátottam neki. Hattina szekereseit és gyalogharcosait átvettem tőle. Vettem túszokat is tőle... És elhagytam a hattinai Lubarna királyi rezidenciáját.”

– II. Assur-nászir-apli, ANET 276,3

Assur-nászir-apli támadása az újhettita királyságokat váratlanul érte, sem Szangarasz, Kargamis királya, sem Lubarna nem tudott lépéseket tenni az ellen, hogy az asszírok átkeljenek az Eufráteszen, így a folyó nyújtotta stratégiai előny elenyészett. A Hattina által védett libanoni területek felé megnyílt az út, és az asszírok ki is fosztották Fönícia összes jelentősebb államát.
Lubarna több asszír évkönyvben nem tűnik fel, Hattina következő asszír említésekor már Szapalulme az uralkodó, akiről nem tudjuk, milyen viszonyban állt elődjével.